# Cine bizarro
Cine bizarro es un subgénero cinematográfico. No existe una definición precisa para este género. Hasta 2016, la palabra bizarro, en este contexto, era considerada un falso amigo porque se rechazaba mantener la voz inglesa y francesa bizarre, que significa «raro, extravagante, insólito», mientras que el significado del vocablo español bizarro es «valiente» o «generoso». Es un tipo de cine con tintes surrealistas y en ocasiones casi de tipo pornográfico. En sus inicios, a comienzos de la década de 1990, fue relacionado con el cine de clase B, pues también era un tipo de cine con bajo presupuesto. Sin embargo con el tiempo se demostró que podía aparecer tanto en producciones de presupuesto recortado como en grandes producciones de Hollywood. Suele aparecer en películas de terror, de cine de ciencia ficción, y en cine fantástico.
El mejor ejemplo del género lo da el cineasta estadounidense Edward D. Wood Jr., que realizó Glen o Glenda (1953), que trata el tema travestismo, y Plan 9 del espacio exterior (1959), del género ciencia ficción y terror. Ambas películas fueron consideradas en sus inicios como obras de muy mala calidad o de serie Z, pero en la actualidad son consideradas películas de culto. Otros ejemplos del género pueden ser Freaks (1932), Pink Flamingos (1972), The Rocky Horror Picture Show (1975), Maximum Shame (2010) o Eraserhead (1977) de David Lynch.